# Super Bomberman 3
Super Bomberman 3 es un videojuego lanzado para la Super Nintendo en 1995 por la empresa japonesa Hudson Soft. Es el tercer juego de la serie Bomberman para dicha consola. Se lanzó en Japón y Europa, pero no en América.

## Jugabilidad
La dinámica de juego es igual que en anteriores entregas: Hay que ir abriéndose paso entre los bloques y derrotar a los enemigos mediante el uso de bombas.
Fue el más innovador de la saga e incorporó gran cantidad de novedades entre las que destacan permitir 5 jugadores simultáneos en el modo batalla, permitir realizar la historia principal (campaña) en modo cooperativo y el incorporar las monturas o mascotas.
Éstas aparecen en el juego en forma de huevos y poseen una habilidad única en función de su color (además de salvarnos de un primer impacto tras el cual perderemos la mascota). El huevo siempre es del mismo color, por lo que no sabremos que mascota esconde en su interior hasta que lo recojamos.

## Personajes
- Shirobon – El protagonista de la serie
- Kurobon – Ayuda a Bomberman a derrotar a los enemigos.
- Louies – Nueva incorporación en la serie. Son criaturas similares a canguros de diferentes colores y habilidades: verde, azul marrón, rosa y amarillo.
- Magnet Bomber – Enemigo con afinidad por los imanes.
- Golem Bomber – Enemigo al que le gustan las explosiones y el fuego.
- Pretty Bomber-Enemiga que le gusta verse bonita
- Brain Bomber-Enemigo al que le gusta verse misterioso.
- Plasma Bomber- Es el líder del resto de los "4 bombers" le gustan los rayos.
- Bagular – El líder y creador de los "5 Bombers".